# Космополітична демократія
Концепція космополітичної демократії спрямована на осмислення місця демократії в майбутньому космополітичному суспільстві, її розвиток всередині країн, між державами, а також на глобальному рівні. У прикладному плані ціллю даної концепції є збереження та оптимізація демократичних інститутів в епоху розгортання процесів глобалізації та її наслідків.
Космополітична демократія є амбітним проектом, метою якого є досягнення світового порядку, заснованого на верховенстві закону та демократії. Вона пропонує включити і одночасно обмежити функції існуючих держав на користь нових інститутів(установ), заснованих на засадах світового громадянства. Ці установи повинні мати право керувати глобальними проблемами, а також впливати на здійснення внутрішньої політики держав щоразу, коли відбуваються серйозні порушення прав людини..

## Засновники та апологети концепції космополітичної демократії
Д.Арчібугі, Д.Хелд, У.Бек, Е.Макгрю та ін.

## Специфічні особливості концепції космополітичної демократії
- демократія має скоріше розумітися як процес, аніж як сукупність норм та процедур;
- імперіалістична зовнішня політика держав заважає формуванню демократії всередині них;
- демократія всередині держав породжує мир та злагоду, проте не сприяє проведенню гідної зовнішньої політики;
- глобальна демократія не може бути результатом суто сформованих всередині окремих держав демократій;
- глобалізація знищує державний політичний суверенітет та знижує ефективність внутрішньодержавної демократії;
- спільноти, що мають світове значення, вже не є обмеженими національно-територіальними кордонами;
- глобалізація поширює новітні соціальні рухи, що виступають з питань, які стосуються індивідів та спільнот, які географічно та культурно дуже відрізняються між собою[2].

## Принципи, на яких ґрунтується концепція космополітичної демократії
1. Всі групи та асоціації повинні мати право на самовизначення;
2. Такі сфери життя як соціальна, культурна, громадянська, охорони здоров'я, економічна, політична утворюють космополітарную демократію правового порядку;
3. Встановлення певних порядків, які не можуть порушити ні одна асоціація та політичний режим;
4. Процес прийняття та реалізації закону може здійснюватись на різних локальних рівнях;
5. Соціальна справедливість;
6. Свобода не силових відносин при врегулюванні спорів, використання сили тільки у випадку загрози;
7. Люди можуть бути учасниками різноманітних спільнот, які значною мірою впливають на їхнє життя.
8. Світовий порядок складається з безлічі пересічних мереж влади (матеріальне благо, культ).

## Ключові риси
| Короткострокова перспектива | Довгострокова перспектива |
| Держава/врядування | |
| --- | --- |
| Реформа провідних інститутів урядування ООН, таких як Рада Безпеки(з метою надання країнам, що розвиваються, вагомого голосу й ефективної здатності до прийняття рішень). Створення другої палати ООН (внаслідок міжнародної Конституційної конвенції). Підвищення політичної регіоналізації (ЄС і далі) і використання транснаціональних референдумів. Створення нового міжнародного Суду з прав людини. Примусова юрисдикція Міжнародного Суду. Запровадження ефективних, контрольованих міжнародних збройних сил. | Новий статут прав та обов'язків, впроваджений у різноманітні сфери політичної, соціальної, економічної влади. Світовий парламент (з обмеженими можливостями щодо отримання прибутку), пов'язаний з регіонами, націями та районами. Розподіл політичних та економічних інтересів; громадське фінансування дорадчих асамблей та виборчих кампаній. Взаємопов'язана глобальна юридична система, яка охоплює елементи кримінального і цивільного права. Постійне зміщення дедалі більшої частки примусової спроможності національної держави у бік регіональних і глобальних інститутів. |
| Економіка/громадянське суспільство | |
| Збільшення недержавних, неринкових рішень у організації громадянського суспільства. Системне експериментування з різноманітними демократичними організаційними формами в економіці. Надання ресурсів тим, хто перебуває у найбільш вразливому соціальному становищі для захисту і вираження їхніх інтересів. | Створення розмаїття самоврядних об'єднань і груп у громадянському суспільстві. Багатосекторна економіка і плюралізація форм власності і володіння. Інвестиційні пріоритети громадської структури визначаються шляхом загального обоговорення й урядового рішення, однак широке ринкове регулювання товарів та праці залишається. |

## Загальні умови космополітичної демократії
1. Тривалий розвиток регіональних, міжнародних і світових потоків ресурсів та мереж взаємодії.
2. Визнання дедалі більшою кількістю людей щоразу більшої взаємопов'язаності політичних спільнот у різноманітних сферах, включаючи соціальну, культурну, економічну та сферу охорони довкілля.
3. Розвиток усвідомлення перехресних «спільних доль», які вимагають спільних демократичних рішень— на місцевому, національному, регіональному й світовому рівнях.
4. Удосконалене закріплення демократичних прав та обов'язків у виробленні та втіленні національного, регіонального та міжнародного права.
5. Передача дедалі більшої частки військової примусової спроможності нації транснаціональним установам та інститутам з кінцевою метою демілітаризації та виходу за межі воєнної системи держав.[3]

Основоположною ідеєю космополітичної демократії її фундатори вважають необхідність глобалізувати демократію, водночас
демократизуючи глобалізацію. Космополітична демократія бере на себе ризик пропонувати впровадження демократії не тільки на державному, а
й на міждержавному та наддержавному рівнях.
- У світі дедалі інтенсивніших регіональних і глобальних відносин з виразними перехресними «спільнотами долі» принцип автономії вимагає закріплення у регіональних і глобальних мережах так само, як у національних і місцевих політичних утвореннях (polities).- Д. Хелд.[4]

- Найкращий шлях коцептуалізувати космополітичну демократію, на думку Д.Арчібугі, це — розглянути її на різних рівнях врядування. Вчений з цією метою виділяє 5 таких рівнів: локальний, державний, міждержавний, регіональний та глобальний[2].

- Там, де міжнародне право держав програє у захисті індивіда, пише Г.Ленг, космополітичне право обіцяє отримати успіх шляхом перетворення кожного індивіда у космополітичного легального суб’єкта, світового громадянина з усіма закріпленими за ним інституційними правами та свободами.[5]